# Stephan Zipff

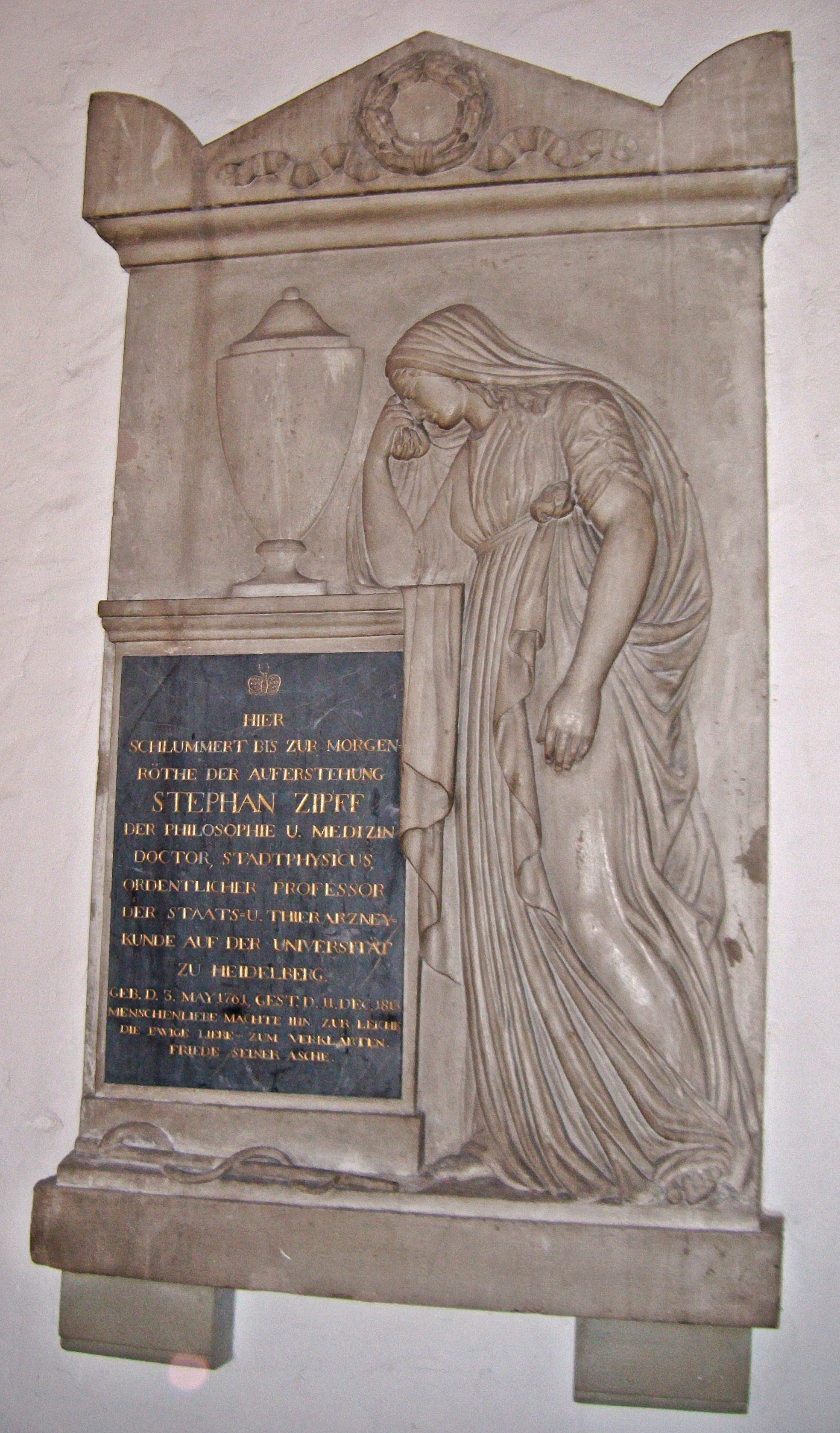
Epitaph in der Heiliggeistkirche Heidelberg

Stephan Zipff, öfter auch Zipf (* 16. Mai 1761 in Klingenmünster; † 11. Dezember 1813 in Heidelberg), war ein deutscher Mediziner.

## Biografie
Er war der Sohn des Johann Anton Zipff, kurpfälzischer Zollbereiter im Oberamt Germersheim. Dieser gehörte zur Zeit der französischen Revolutionsbesatzung der Rheinpfalz zu den der alten Regierung treu gebliebenen Beamten und verfasste u. a. 1796, aus Mannheim, einen Bericht über die Zustände in den besetzten Gebieten, an Pfalzgraf Max Joseph; außerdem zählte er seit 1788 als Mitglied zum Heidelberger Pactum Marianum, der Sterbebruderschaft der ehemaligen Jesuiten-Sodalen.
Stephan Zipff studierte von 1778 bis 1780 Philosophie und Medizin an den Universitäten Heidelberg, Strassburg sowie Ingolstadt, erwarb ein Doktorat in Philosophie und arbeitete bis 1784 als Assistenzarzt an den Krankenhäusern von Strassburg, München und Würzburg. Nach Erwerb des Doktorgrades der Medizin eröffnete er 1785 eine Praxis in Mannheim, 1786 ernannte man ihn zum kurpfälzischen Landarzt im Oberamt Germersheim. 1794–1804 wirkte Stephan Zipff als staatlicher Stadt- und Oberamtsarzt in Heidelberg. Ab 1804 war er Professor für Forensische Medizin, Pharmakologie und Veterinärmedizin an der Universität Heidelberg. Der Lehrstuhl für Veterinärmedizin war dort speziell für ihn eingerichtet worden. Das Amt des Stadtarztes (Stadtphysikus) behielt Zipff bei, das des Oberamtsarztes gab er bei dieser Gelegenheit ab. Der Mediziner publizierte mehrere Fachbücher, wovon das zweibändige Lehrbuch der Krankheiten der Thiere, und besonders der Pferde (1807/1808) das bekannteste ist.
Zipff starb 1813, am Nervenfieber (Typhus) und hatte sich wohl in Ausübung seines ärztlichen Dienstes angesteckt, wie die Grabinschrift „Menschenliebe machte ihn zur Leiche...“ vermuten lässt.
Stephan Zipff war katholischen Glaubens und man begrub ihn im damals noch katholischen Chor der Heidelberger Heiliggeist-Kirche, wo man ihm ein schönes Epitaph widmete. Sein Sohn Franz Joseph Zipff lebte als Arzt zunächst in Baden-Baden, später als Bezirksamtsphysikus in Tauberbischofsheim. Dessen Bruder Heinrich Zipff, ebenfalls Arzt, übernahm später die Stelle als zweiter Heidelberger Stadtphysikus. Beide Brüder starben 1848.
Aus der Heidelberger Studienzeit Stephan Zipffs sind in den Universitätsmatrikeln Dokumente überliefert, aus denen hervorgeht, dass der Student 1780 seinem Hausherrn die Miete nicht zahlte und auch sonst Schulden gemacht hatte. Deshalb verfügte der Vater, dass sein Sohn von einem Militärkorporal im Universitätshaus mit Stockschlägen gezüchtigt werden sollte, was der Universitätsrektor bewilligte, die philosophische Fakultät jedoch unter Protest ablehnte.